# Tufjorden (Nordkap)
Tufjorden (nordsamisk: Irevuotna) er en fjord på nordvestsiden af Magerøya i Nordkap kommune i Troms og Finnmark fylke i Norge. Den ligger på sydsiden af halvøen hvor selve Nordkapplateauet og Knivskjellodden ligger. Fjorden har indløb mellem Likholmen i nord og Lysøynæringen i syd går tolv kilometer mod sydøst til fiskeværet Tufjorden i enden af fjorden.
Lige øst for Lysøynæringen ligger den lille fjordarm Gampollen. Lidt længere mod øst går Risfjorden mod sydøst.  Fjorden er 129 meter på det dybeste, lige nord for Risfjorden.
I dag er det kun hyttebebyggelse i Tufjord, men før 2. verdenskrig var der mange fastboende familier. I slutningen af 1800-tallet blev der drevet et hvalfangststation i Tufjord.